# Ludovic Janssen

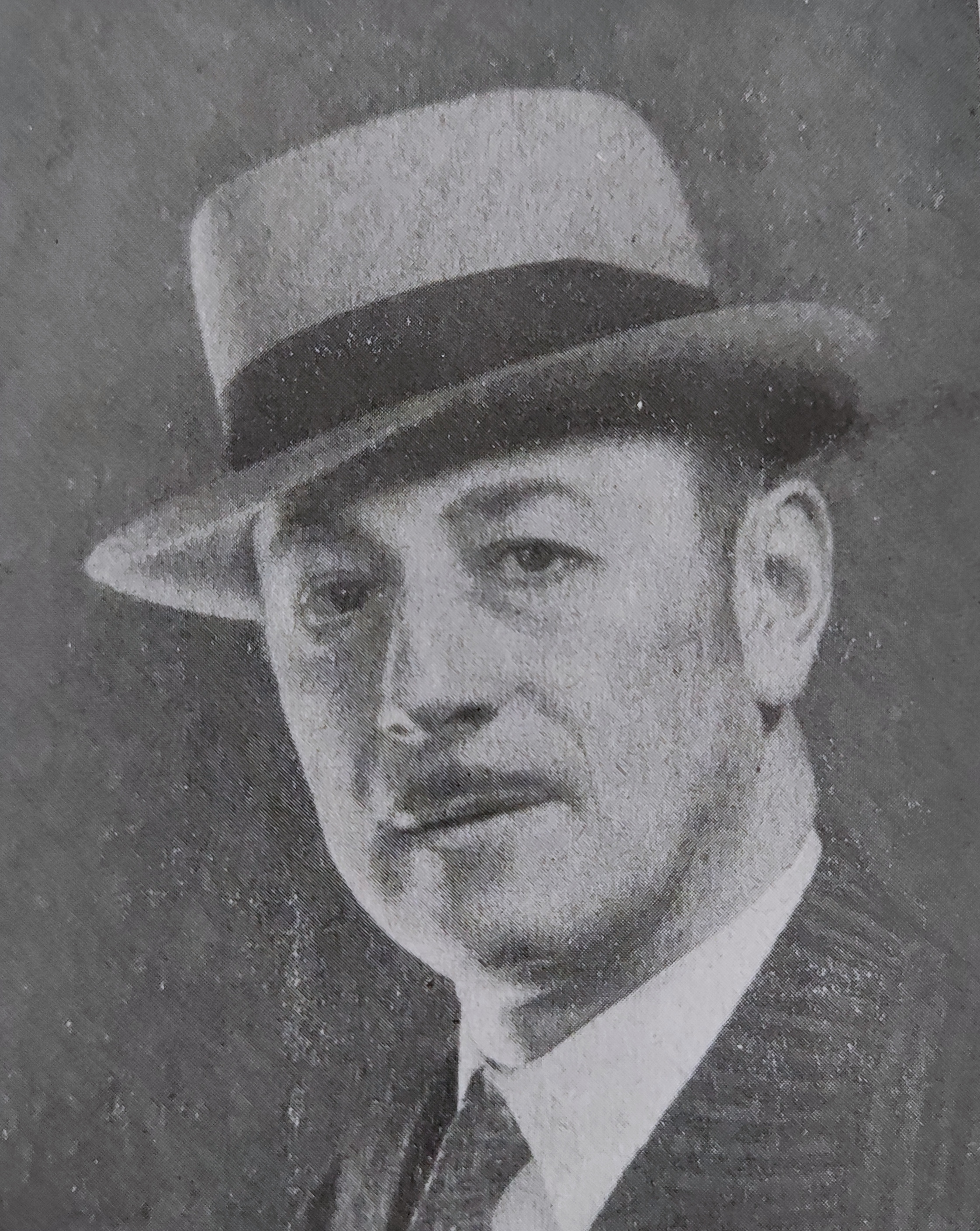
Ludovic Janssen

Ludovic Janssen (Luik, 5 juli 1888 - aldaar, 24 augustus 1954) was een kunstschilder, aquarellist en etser.

## Levensloop

### Vroege jaren en opleiding
Janssen werd op 5 juli 1888 geboren in Luik. Op jonge leeftijd al toonde hij een talent en aandrang voor het tekenen. Aan de Koninklijke Academie voor Schone Kunsten van Luik en L’École Saint-Luc kon hij dit talent verder ontwikkelen.
Zijn tekentalent zou vroeg in zijn loopbaan vruchten afwerpen; hij werd een veel gevraagd illustrator, onder andere voor boeken en tijdschriften. Vandaag is hij vooral bekend als schilder van landschappen, waarin de Limburgse Kempen en in het bijzonder Genk een hoofdrol spelen, waardoor hij gerekend wordt tot een van de laatste vertegenwoordigers van de Genkse School.
Tijdens de Eerste Wereldoorlog werd Janssen in L’Atelier Libre ingeleid in de graveerkunst door François Maréchal (1861-1945). Hier leerde hij de etstechnieken bijzonder goed kennen. Omwille van de gebruikte zuren die Janssen moeilijk verdroeg, zou hij echter de etskunst nooit ten volle beoefenen. Er zijn slechts enkele etsen van hem bekend.
Na het overlijden van zijn vader en nadat hij met de aanzienlijke nalatenschap financiële onafhankelijkheid bereikte, trouwde Ludovic Janssen in 1917 met Louise Filiaert. Na enkele jaren werd het ouderlijk huis aan de Quai sur Meuse verkocht en bouwde het koppel een nieuwe woonst, met ruim atelier, aan de Rue des Églantiers.
Na de Eerste Wereldoorlog kwam de carrière van Janssen in een stroomversnelling. Hij stelde met verschillende keren tentoon in Luik, onder meer bij de kunstkring Art et Bienfaisance en in de kunstgalerie van Journal de Liège. Een tentoonstelling in deze laatste galerie in 1920 was zijn eerste tentoonstelling waar in hoofdzaak Kempense taferelen getoond werden. Van de vijftig geëxposeerde doeken verkocht hij er in acht dagen tijd achtenveertig. Janssen kreeg de eretitel le peintre de la Campine. 
Een jaar later kwam hij met nieuw werk naar dezelfde galerie. Op deze tentoonstelling kocht de Belgische Staat voor het Ministerie van Justitie het werk Melancholie d’un Soir, geschilderd in de omgeving van Genk.
Tentoonstellingen in Brussel en Gent volgden. De pers en het publiek waren lovend, met een bloeiende verkoop tot gevolg.
Privé kende het leven van Janssen ondertussen ook een verandering; hij was vader geworden van een zoon. Hij werd genoemd naar Ludovics vader, Louis. Onder de naam Loujan bouwde Louis Janssen (1921-1999) later zelf een kunstenaarsloopbaan uit.

### Landschapsschilder
Janssen was een plein-airist in hart en nieren. Het landschap kon hij alleen ter plaatse ervaren en vastleggen. 
Het arsenaal aan schildersplekken breidde zich stilaan uit. Niet enkel de Limburgse Kempen werden door hem vereeuwigd op doek, ook tientallen andere streken en landschappen zocht hij op.
Al zou hij de Kempen nooit definitief verlaten, trok hij ook naar de Ardennen, de Eifel, de vallei van de Ruhr en de Jeker, maar ook visserstaferelen en havenzichten aan de kust, in Zeebrugge, Blankenberge en Oostende, de straatjes, bruggen en kanalen in Brugge en in Tongeren werden op doek gebracht. Later in zijn carrière kreeg de Schelde, in de omgeving van Antwerpen een belangrijke plek in zijn werk. Hij verbleef ook regelmatig in Italië en Frankrijk, onder andere in Bretagne, Provence, Auvergne, Haut-Savoie en Camargue. Ook in Nederland zou hij geregeld zijn schildersezel neerplanten.
De tentoonstellingen bleven elkaar opvolgen, in Luik, Brussel, Spa, Hoei en Verviers en in december 1926 in Parijs, in Galerie Georges Petit. Hij toonde er enkel Kempense landschappen, in totaal dertig. Zestien werken vonden een koper. Eén ervan, getiteld ‘Matinée de Printemps (en Campine)’, een zicht op de moerassen van Staelen in Genk, werd door de Franse staat aangekocht door toenmalige directeur voor Schone Kunsten Paul Léon.
Een jaar later stelde Janssen, samen met Louis Gérardy (1887-1959), tentoon in Galerie d'Art Moderne (Oostende), die door kunstenaar Félix Labisse (1905-1982) opengehouden werd aan de Langestraat 45. Ook was hij vertegenwoordigd in 1933 op het Salon Quadriennal van Gent. In 1936 kocht het Museum voor Schone Kunsten van Charleroi het werk ‘Au Pays d’Uylenspiegel’, geschilderd in het Vlaamse Damme. In 1938 kocht de Belgische Staat opnieuw een werk van hem. ‘Solitude’ kreeg een plek in een van de zalen van de Rekenkamer in Brussel. De Belgische staat zou nog twee keer een werk van hem aankopen.
Ook in Limburg zou hij verschillende keren tentoonstellen. Een eerste tentoonstelling in het Hooghuis in Hasselt vindt plaats van 15 tot 25 januari 1949. In november 1950 stelt hij opnieuw in Hasselt tentoon voor tien dagen, in de Stadszaal aan de Maastrichterstraat. Twee jaar later, opnieuw in november, brengt hij opnieuw een reeks landschapsschilderijen samen in Hasselt, ditmaal in galerij Artes.
Het is weinig bekend of Ludovic Janssen veel leerlingen had. Loujan, zijn zoon, hoewel hij met aquarel een ander medium hanteerde, kan beschouwd worden als een leerling van zijn vader. Net als zijn vader studeerde hij aan de Académie des Beaux-Arts de Liège. 
Met Irène Barsin (1907-2004) schilderde Janssen in de Kempen en Bretagne. Zijn raadgevingen betekenen dat zij als een leerling van hem beschouwd kan worden. Andere kunstenaars die hij begeleidde of zeker met raad en daad bijstond waren Jos van Maeckelberge (1880-1837), Prosper De Pauw (1901-1932) en Léo Libert (1908-). Naast een stilistische verwantschap is eenzelfde themakeuze een opvallende gelijkenis. Ook voor hen zijn de Kempen, waaronder ook Genk, zeker een onderwerp dat in hun loopbaan meermaals op doek gebracht werd.
Ludovic Janssen overleed op 29 augustus 1954. Hij werd begraven op de begraafplaats Sainte-Walburge in Luik.

## Le peintre de la Campine
Ludovic Janssen kreeg al vroeg in zijn loopbaan de eretitel ‘le peintre de la Campine’, een titel die hij deelt met Emile Van Doren (1865-1949), een landschapsschilder waar hij in Genk zelf raadgevingen van kreeg.
Mogelijk ontdekte Janssen de Limburgse Kempen dankzij zijn leermeester aan de Luikse Académie, Evariste Carpentier (1845-1922). Carpentier was een belangrijk promotor van Genk als schildersplek. Onder zijn impuls vonden vele Luikse kunststudenten de weg naar Genk, waaronder naast Janssen ook Albert Sirtaine (1868-1959), Armand Jamar (1870-1946), Léon Jamin (1872-1944) en Valérie Pholien (1873-1961).
In de Kempense doeken van Janssen zijn drie hoofdthema’s te onderscheiden; moerassen en poelen met spiegelend water, arme vegetatie met dor riet en dennenbossen en de bijzondere luchten. Ondanks het feit dat hij veelal dezelfde seizoenen (herfst en winter) en thema’s in deze schilderijen brengt, zit er een grote diversiteit in zijn werk. Door wisselend kleurgebruik en verftechniek, veranderende lichtinvallen en wijzigende standpunten bracht hij variatie in wat toch een eentonig en somber landschap genoemd kan worden.  Niet enkel de natuur trok hem naar Limburg, ook familie- en vriendschapsbanden brachten hem vanuit Luik jaarlijks, en vaak meerdere keren per jaar naar de Kempen.

## Musea
Het werk van Janssen wordt in tal van privéverzamelingen bewaard, maar ook in verschillende publieke collecties is zijn werk vertegenwoordigd. Het Musée de l’art wallon (Luik) bezit de grootste collectie werken van Ludovic Janssen. Ook in andere verzamelingen te Luik wordt werk van hem bewaard, onder andere in de stedelijke collectie en bij het provinciebestuur. De Belgische Staat kocht vier werken aan van Ludovic Janssen. Het gemeentelijk museum van Mézières (Frankrijk), gemeentemuseum van Seraing, Hôtel de Ville in Ans, Museum voor Schone Kunsten in Reims en het Emile Van Dorenmuseum in Genk bewaren enkele van zijn werken.